# Music (album, Madonna)
Music je osmé studiové album Madonny. Vyšlo v září 2000.

## Seznam skladeb
| Pořadí | Název                         | Hudba                     | Text                                  | Délka |
| ------ | ----------------------------- | ------------------------- | ------------------------------------- | ----- |
| 1.     | Music                         | Madonna, Ahmadzaï         | Madonna, Mirwais Ahmadzaï             | 3:44  |
| 2.     | Impressive Instant            | Madonna, Ahmadzaï         | Madonna, Ahmadzaï                     | 3:37  |
| 3.     | Runaway Lover                 | Madonna, Orbit            | Madonna, William Orbit                | 4:46  |
| 4.     | I Deserve It                  | Madonna, Ahmadzaï         | Madonna, Ahmadzaï                     | 4:23  |
| 5.     | Amazing                       | Madonna, Orbit            | Madonna, Orbit                        | 3:43  |
| 6.     | Nobody's Perfect              | Madonna, Ahmadzaï         | Madonna, Ahmadzaï                     | 4:58  |
| 7.     | Don't Tell Me                 | Madonna, Ahmadzaï         | Madonna, Ahmadzaï, Joe Henry          | 4:40  |
| 8.     | What It Feels Like for a Girl | Madonna, Sigsworth, Stent | Madonna, Guy Sigsworth, David Torn    | 4:43  |
| 9.     | Paradies (Not for Me)         | Madonna, Ahmadzaï         | Madonna, Ahmadzaï                     | 6:33  |
| 10.    | Gone                          | Madonna, Orbit, Stent     | Madonna, Damian Le Gassick, Nik Young | 3:24  |

### Bonus
| Pořadí | Název        | Hudba          | Text                  | Délka |
| ------ | ------------ | -------------- | --------------------- | ----- |
| 11.    | American Pie | Madonna, Orbit | Don McLean            | 4:33  |
| 12.    | Cyber-Raga   | Madonna, Singh | Madonna, Talvin Singh | 5:33  |